# 科洛雷多-迪蒙特阿尔巴诺
科洛雷多-迪蒙特阿尔巴诺（義大利語：Colloredo di Monte Albano），是意大利弗留利-威尼斯朱利亚大区乌迪内省的一个市镇。总面积21平方公里，人口2216人，人口密度105.5人/平方公里（2009年）。ISTAT代码为030028。